# Ricky Molier
Ricky Molier (* 17. Juni 1976 in Den Haag) ist ein niederländischer Rollstuhltennisspieler.

## Karriere
Ricky Molier startet in der Klasse der Paraplegiker und nahm in seiner Karriere an zwei Paralympischen Spielen teil. 1996 gewann er die Goldmedaille in der Einzelkonkurrenz, nachdem er Stephen Welch im Finale besiegt hatte. Im Doppel gewann er mit Eric Stuurman Bronze. Bei seinen zweiten Spielen im Jahr 2000 blieb er im Einzel ohne Medaille, während er im Doppel mit Robin Ammerlaan Gold gewann.
1996 sicherte sich Ricky Molier den Titel bei den US Open. Beim Wheelchair Tennis Masters gewann er im Einzel zweimal den Titel: 1998 setzte er sich im Finale gegen Laurent Giammartini durch, 2001 gegen Robin Ammerlaan. Im Doppel gewann er die erste Austragung an der Seite Stephen Welchs gegen Robin Ammerlaan und Eric Stuurman. In der Weltrangliste stand er sowohl im Einzel als auch im Doppel auf Rang eins. Im Einzel gelang ihm das erstmals am 5. November 1996, im Doppel am 8. Juli 1997.